# Йохан II (Спонхайм-Кройцнах)
Йохан II фон Спонхайм-Кройцнах (на немски: Johann II von Sponheim-Kreuznach; * 1270/75; † 11 март 1340) от род Спанхайми е граф на предното графство Спонхайм от 1290 до 1340 г.
Той е син на граф Йохан I († 1290) и Аделхайд фон Лайнинген-Ландек.
След смъртта на баща му той поема управлението в предното графство Спонхайм заедно с брат си Симон II († 1336). През 1300 г. двамата братя разделят предното графство с разделителна линия планината Соонвалд. Северната част попада на Симон, южната част получава Йохан със старата столица Бад Кройцнах. Той строи няколко замъка.
Йохан не се жени, но има незаконен син:
- Валраб фон Копенщайн.

След смъртта на Йохан II през 1340 г. управлението на предното графство Спонхайм поема наследникът му, племенникът му Валрам. Гробът му се намира в манастир Пфафен-Швабенхайм.